# Géza Kertész
Géza Kertész (pronuncia: /ˈɡeːzɒ ˈkɛrteːs/; Budapest, 21 novembre 1894 – Budapest, 6 febbraio 1945) è stato un calciatore e allenatore di calcio ungherese.
In patria giocò nella massima serie come mediano-interno per il BTC Budapesti e il Ferencváros, e fu anche convocato in nazionale con cui disputò un'amichevole. Si trasferì poi in Italia, dove intraprese una lunga carriera da allenatore nelle serie minori, culminata in un biennio in Serie A con Lazio e Roma. Ottenne quattro promozioni dalla terza alla seconda serie.
Tornato in Ungheria, morì da eroe durante la seconda guerra mondiale; la sua storia fu però dimenticata per decenni. È stato definito a posteriori lo Schindler del Catania.

## Biografia
A volte è riportato – erroneamente – negli almanacchi come "Kertész IV" sebbene non fosse fratello di Gyula, Vilmos e Adolf, anch'essi calciatori ma solo suoi omonimi. Sposato con Rosa, aveva due figli: Kate e Géza. I giornalisti dell'epoca lo descrivevano alto, simpatico, con occhi piccoli e ammiccanti, aveva un'andatura dinoccolata e un portamento eretto; aveva un sorriso tra lo scettico e il burlesco; parlava in modo pacato e suadente.
Visse in Ungheria fino al 1925, quando si trasferì in Italia; qui rimase a lungo a Catania, dove risiedeva nella villa Spadaro-Ventura; nella città siciliana era molto popolare.
Gli eventi della seconda guerra mondiale portarono all'interruzione del campionato italiano; Kertész decise quindi di tornare in patria. Nazionalista, era tenente colonnello dell'esercito e costituì, insieme all'ex compagno di squadra Tóth (anche lui con un passato da allenatore in Italia), un'organizzazione resistenziale che salvò decine di ebrei e partigiani ungheresi dai campi di sterminio nazisti. Si travestì anche da soldato della Wehrmacht per aiutare delle persone a scappare dal ghetto di Budapest, e aveva rapporti con i servizi segreti americani.
Kertész fu però arrestato nel dicembre 1944, dopo che un delatore aveva riferito alla Gestapo che questi nascondeva un ebreo in casa, e morì fucilato insieme allo stesso Tóth qualche giorno prima della liberazione della capitale ungherese, precisamente il 6 febbraio 1945; con loro morirono altri cinque commilitoni, nell'atrio del Palazzo Reale di Buda. Al suo funerale parteciparono migliaia di persone e anche dei catanesi: riconosciutogli il titolo di «martire della patria», è seppellito nel cimitero degli eroi di Budapest sin dall'aprile 1946.

## Caratteristiche tecniche

### Giocatore
Era un giocatore intelligente e versatile, capace di giocare in tutte le posizioni del campo, tranne che in porta. Il suo unico difetto era la lentezza, tanto da essere soprannominato lajhár (bradipo). Nell'anno in cui giocò da titolare nel Ferencváros, fu schierato prevalentemente in mediana e in attacco.

### Allenatore
(Gianpiero Combi a Enzo Longo, parlando del Catania e di Kertész nel 1934)
Era un allenatore quotato, molto esigente e pignolo. In ritiro iniziava sin dal primo giorno con la ginnastica svedese per preparare i propri giocatori. Fu inoltre il primo in Italia a introdurre la possibilità di svolgere ritiri collegiali; a Catania lo fece in una villa nei pressi dello stadio Cibali, con severi orari di sveglia e di ritorno in camera che decideva lui stesso. La formazione etnea, al primo anno di Serie B, faceva della difesa e del contropiede le sue armi principali. Anni dopo, in Serie C, il gioco del Catania allenato di nuovo da Kertész era senza fronzoli, concreto e pratico. Preparava le sue squadre anche in funzione delle avversarie; nel finale della carriera diventò un estimatore del Sistema.

## Carriera

### Giocatore

#### Club
Iniziò a giocare nel BTC Budapesti, con cui rimase dal 1911 al 1919; passò poi al Ferencváros, con cui esordì il 5 maggio 1920 contro il Törekvés, nella gara vinta per 4-1. Con la maglia biancoverde (che vestì insieme a István Tóth) giocò 19 gare di campionato, in cui mise a segno otto reti, tutte nel 1920-1921, e altre 11 tra amichevoli internazionali e gare varie. Nelle altre due stagioni al Ferencváros disputò solo amichevoli internazionali e nessuna partita tra campionato e coppa; l'ultima partita nota è del 1º maggio 1923, persa per 0-1 contro il Vasas. Con il club conquistò il terzo posto in campionato nell'annata 1920-1921, e nel 1921-1922 la Coppa d'Ungheria (pur non giocando).

#### Nazionale
Ai tempi del BTC Budapesti venne convocato in nazionale per un'amichevole contro l'Austria, disputata il 3 maggio 1914 a Vienna e persa per 0-2; fu la sua unica presenza con la maglia magiara.

### Allenatore

#### Le vittorie di 2ª e 1ª Divisione
Nel 1925-1926 arrivò in Italia, per un anno da giocatore e allenatore dello Spezia, con cui vinse la Seconda Divisione. Passò quindi alla Carrarese, vincendo nuovamente il campionato. Allenò la formazione azzurra anche nel 1927-1928, ottenendo una salvezza in Prima Divisione.
Kertész allenò nei suoi esordi in Italia anche il Vezio Parducci Viareggio. Per due stagioni in Prima Divisione passò poi alla Salernitana. Ci giunse nel 1929-1930.

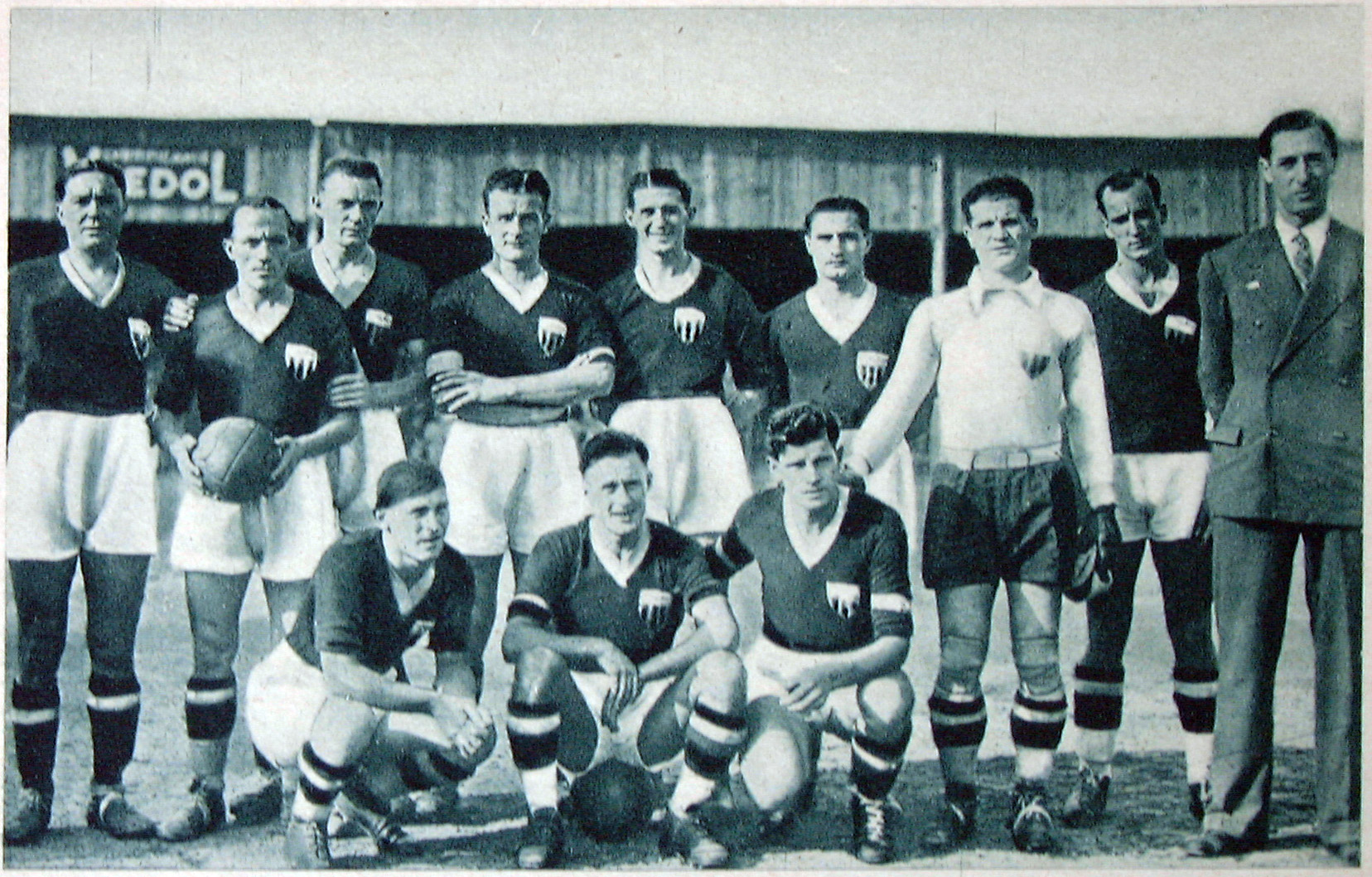
Il primo in piedi da destra è Kertész con il Catania 1933-1934.

La prima stagione fu altalenante. Nel 1930-1931 invece la squadra campana fu più equilibrata nei reparti e condusse a lungo il torneo; si trasferì al nuovo stadio ma Kertész lasciò la squadra il 2 febbraio 1931. La società, dopo essersi affidata a Silvio Stritzel, reclamò con la FIGC e costrinse l'allenatore al ritorno esattamente un mese dopo, cioè il 2 marzo 1931; la squadra vinse il girone e arrivò in finale per la promozione in Serie B contro il Cagliari, perdendola. L'ammissione in Serie B fu comunque ufficializzata dalla FIGC il giorno dopo la finale di ritorno. Quell'anno la squadra vinse le prime otto partite di fila in casa che, sommate alle sei della stagione precedente, costituiscono tuttora il record per la squadra campana: 14, eguagliato poi da Gipo Viani.
In seguito andò alla Catanzarese, anche qui per due stagioni: il presidente Talamo venne casualmente a conoscere le sue esperienze professionali e lo pregò ripetutamente di guidare la squadra. Con i calabresi conquistò la promozione in Serie B nella seconda stagione e lasciò un ricordo positivo tale da venire accompagnato dai tifosi alla stazione di Lamezia Terme e omaggiato con numerosi doni.
Passò quindi nel 1933 al Catania, militante in Prima Divisione. Era fortemente voluto del presidente Vespasiano Trigona di Misterbianco: i due pranzavano insieme prima di ogni partita come rito scaramantico. Con i siciliani vinse il proprio girone per la terza volta in quattro anni e conquistò, nella prima stagione, la prima promozione della squadra in Serie B della sua storia.

#### Quattro stagioni in Serie B
Guidò i rossazzurri per due stagioni nella serie cadetta, cogliendo un terzo e un ottavo posto. All'esordio, la squadra arrivò a giocarsi i posti a ridosso della promozione, fermando sul pareggio anche il Genova 1893 in una partita che per anni sarebbe rimasta nella memoria collettiva catanese. In squadra c'era anche Amedeo Biavati, che sarebbe diventato campione del mondo.
L'anno seguente fu più difficile. La squadra pareggiò appena una partita, dunque i risultati furono molto altalenanti e ciò portò a chiudere 15 punti sotto la vetta. Con l'addio del presidente Trigona di Misterbianco, anche Kertész lasciò la squadra.
Il Taranto lo ingaggiò nel 1936. Con il club pugliese conquistò nuovamente la promozione in Serie B alla prima stagione, non riuscendo però nella successiva a guidare la squadra alla salvezza.
Nella stagione 1938-1939 si trasferì all'Atalanta, con cui mancò la promozione nel massimo campionato in modo rocambolesco: prima dell'ultima giornata i bergamaschi vantavano i 2 punti di vantaggio sul Venezia, il loro unico concorrente, ma poi persero l'incontro diretto a casa per 0-1 venendo raggiunti dai veneti e cedendogli sulla base del quoziente reti.

#### In Serie A: Lazio e Roma

Kertész è il primo da destra in piedi, nella formazione della Roma 1942-1943

Kertész esordì poi su una panchina di Serie A con la Lazio: nel primo campionato conquistò il quarto posto finale, ma venne esonerato nel corso della stagione seguente dopo sole sei gare. Tornò alla Salernitana a stagione in corso: subentrò a Ferenc Hirzer, vinse 7 delle 12 prime partite, ma poi perse tre sfide di fila, in particolare quella decisiva contro la Borzacchini Terni e venne esonerato.
Andò poi di nuovo al Catania nella stagione 1941-1942, in Serie C. La squadra ruotava attorno al centravanti Koenig, ma non riuscì a rientrare nel novero delle migliori del girone.
Nell'agosto 1942 fu ingaggiato dall'RST Littorio, in Serie C. Dopo tre vittorie, tre pareggi e tre sconfitte, dal 12 dicembre dello stesso anno venne chiamato alla guida della Roma, vincitrice della scudetto nella stagione precedente, subentrando al connazionale Alfréd Schaffer. L'avventura giallorossa non fu fortunata, dato che Kertész cercò di applicare la sua tattica di gioco, il "sistema", a una rosa abituata a giocare in velocità e in contropiede: il risultato fu un campionato mediocre, che vide la Roma terminare la stagione nella parte bassa della classifica.
Tornato in patria, passò la sua ultima stagione da allenatore con l'Újpest nel 1943-1944.

## Eredità
La sua storia extracalcistica era stata dimenticata del regime comunista, a causa del suo passato da nazionalista.
Nel 2011, a Catania venne costituito un comitato di cittadini che proponeva l'intitolazione di una strada alla sua memoria, rinnovando l'impegno anche a causa della paventata esclusione dell'allenatore dal cimitero degli eroi. In collaborazione con il Comune, il comitato organizzò anche un evento in sua memoria in piazza Verga, dove sorgeva lo stadio della squadra che fu promossa per la prima volta in Serie B. Il 26 aprile 2015 gli è stata intitolata una via dalla commissione toponomastica del Comune di Catania.
Dal 2018 il suo volto è raffigurato tra i personaggi del grande murale "50 volti per il Cibali", realizzato sulle pareti esterne dello stadio Angelo Massimino di Catania.

## Statistiche

### Presenze e reti nei club
| Stagione               | Squadra                | Campionato             | Campionato | Campionato | Coppe nazionali | Coppe nazionali | Coppe nazionali | Totale | Totale |
| Stagione               | Squadra                | Comp                   | Pres       | Reti       | Comp            | Pres            | Reti            | Pres   | Reti   |
| ---------------------- | ---------------------- | ---------------------- | ---------- | ---------- | --------------- | --------------- | --------------- | ------ | ------ |
| 1911-1912              | BTC Budapesti          | NB1                    | ?          | ?          | -               | -               | -               | ?      | ?      |
| 1912-1913              | BTC Budapesti          | NB1                    | ?          | ?          | -               | -               | -               | ?      | ?      |
| 1913-1914              | BTC Budapesti          | NB1                    | ?          | ?          | -               | -               | -               | ?      | ?      |
| 1916-1917              | BTC Budapesti          | NB1                    | ?          | ?          | -               | -               | -               | ?      | ?      |
| 1917-1918              | BTC Budapesti          | NB1                    | ?          | ?          | -               | -               | -               | ?      | ?      |
| 1918-1919              | BTC Budapesti          | NB1                    | ?          | ?          | -               | -               | -               | ?      | ?      |
| Totale Budapesti TC    | Totale Budapesti TC    | Totale Budapesti TC    | ?          | ?          |                 | -               | -               | ?      | ?      |
| 1920-1921              | Ferencváros            | NB1                    | 19         | 8          | -               | -               | -               | 19     | 8      |
| 1921-1922              | Ferencváros            | NB1                    | 0          | 0          | MK              | 0               | 0               | 0      | 0      |
| 1922-1923              | Ferencváros            | NB1                    | 0          | 0          | MK              | 0               | 0               | 0      | 0      |
| Totale Ferencvárosi TC | Totale Ferencvárosi TC | Totale Ferencvárosi TC | 19         | 8          |                 | 0               | 0               | 19     | 8      |
| 1925-1926              | Spezia                 | SD                     | 13         | 1          | -               | -               | -               | -      | -      |
| Totale carriera        | Totale carriera        | Totale carriera        | 32+        | 9+         |                 | 0               | 0               | 32+    | 9+     |

### Statistiche da allenatore
| Stagione  | Squadra                  | Campionato | Piazzamento     | Andamento | Andamento | Andamento | Andamento | Andamento  |
| Stagione  | Squadra                  | Campionato | Piazzamento     | Giocate   | Vittorie  | Pareggi   | Sconfitte | % vittorie |
| --------- | ------------------------ | ---------- | --------------- | --------- | --------- | --------- | --------- | ---------- |
| 1925-1926 | Spezia                   | SD         | 1º, prom.       | 20        | 14        | 1         | 5         | 70,00      |
| 1926-1927 | Carrarese                | SD         | 1º, prom.       | 18        | 10        | 5         | 3         | 55,56      |
| 1927-1928 | Carrarese                | PD         | 7º              | 18        | 4         | 7         | 7         | 22,22      |
| 1927-1928 | Vezio Parducci Viareggio | SD         | sub., 4º        | 6         | 1         | 1         | 4         | 16,67      |
| 1928-1929 | Vezio Parducci Viareggio | PD         | 8º              | 26        | 7         | 10        | 9         | 26,92      |
| 1929-1930 | Salernitana              | PD         | 7º              | 28        | 13        | 4         | 11        | 46,43      |
| 1930-1931 | Salernitana              | PD         | sost., sub., 1º | 19        | 14        | 3         | 2         | 73,68      |
| 1930-1931 | Catanzarese              | PD         | sub., sost.     | 3         | 3         | 0         | 0         | 100,00&    |
| 1931-1932 | Catanzarese              | PD         | 9º              | 28        | 11        | 5         | 12        | 39,29      |
| 1932-1933 | Catanzarese              | PD         | 1º, prom.       | 20        | 13        | 5         | 2         | 65,00      |
| 1933-1934 | Catania                  | PD         | 1º, prom.       | 24        | 20        | 1         | 3         | 83,33      |
| 1934-1935 | Catania                  | B          | 3º              | 29        | 16        | 5         | 8         | 55,17      |
| 1935-1936 | Catania                  | B          | 8º              | 34        | 16        | 1         | 17        | 47,06      |
| 1936-1937 | Taranto                  | C          | 1º, prom.       | 26        | 17        | 6         | 3         | 65,38      |
| 1937-1938 | Taranto                  | B          | 16º, retr.      | 32        | 6         | 6         | 20        | 18,75      |
| 1938-1939 | Atalanta                 | B          | 3º              | 34        | 15        | 13        | 6         | 44,12      |
| 1939-1940 | Lazio                    | A          | 4º              | 30        | 12        | 11        | 7         | 40,00      |
| 1940-1941 | Lazio                    | A          | sost.           | 6         | 0         | 4         | 2         | &0,00      |
| 1940-1941 | Salernitana              | C          | sub., sost.     | 15        | 7         | 4         | 4         | 46,67      |
| 1941-1942 | Catania                  | C          | 6º              | 24        | 12        | 5         | 7         | 50,00      |
| 1942-1943 | RST Littorio             | C          | sost.           | 9         | 3         | 3         | 3         | 33,33      |
| 1942-1943 | Roma                     | A          | sub, 9º         | 21        | 9         | 0         | 12        | 42,86      |
| 1943-1944 | Újpest                   | NB1        | 5º              | 30        | 13        | 7         | 10        | 43,33      |
| Totale    | Totale                   | Totale     | Totale          | 499       | 236       | 107       | 156       | 47,29      |

### Cronologia presenze e reti in nazionale
| Cronologia completa delle presenze e delle reti in nazionale ― Ungheria | Cronologia completa delle presenze e delle reti in nazionale ― Ungheria | Cronologia completa delle presenze e delle reti in nazionale ― Ungheria | Cronologia completa delle presenze e delle reti in nazionale ― Ungheria | Cronologia completa delle presenze e delle reti in nazionale ― Ungheria | Cronologia completa delle presenze e delle reti in nazionale ― Ungheria | Cronologia completa delle presenze e delle reti in nazionale ― Ungheria | Cronologia completa delle presenze e delle reti in nazionale ― Ungheria |
| Data                                                                    | Città                                                                   | In casa                                                                 | Risultato                                                               | Ospiti                                                                  | Competizione                                                            | Reti                                                                    | Note                                                                    |
| ----------------------------------------------------------------------- | ----------------------------------------------------------------------- | ----------------------------------------------------------------------- | ----------------------------------------------------------------------- | ----------------------------------------------------------------------- | ----------------------------------------------------------------------- | ----------------------------------------------------------------------- | ----------------------------------------------------------------------- |
| 3-5-1914                                                                | Vienna                                                                  | Austria                                                                 | 2 – 0                                                                   | Ungheria                                                                | Amichevole                                                              | -                                                                       |                                                                         |
| Totale                                                                  |                                                                         | Presenze                                                                | 1                                                                       |                                                                         | Reti                                                                    | 0                                                                       |                                                                         |

## Palmarès

### Giocatore

#### Club

##### Competizioni nazionali
- Coppa d'Ungheria: 1

Ferencváros: 1921-1922

### Allenatore

#### Competizioni nazionali
- Prima Divisione: 2

Catanzarese: 1932-1933
Catania: 1933-1934
- Serie C: 1

Taranto: 1936-1937
- Seconda Divisione: 2

Spezia: 1925-1926
Carrarese: 1926-1927